# Лысин
Лысин (укр. Лисин) — село в Демидовской поселковой общине Дубенского района Ровненской области Украины.
До 2020 года входило в Демидовский район.
Население по переписи 2001 года составляло 212 человек. Почтовый индекс — 35220. Телефонный код — 3637. Код КОАТУУ — 5621485509.